# Wappen der Republik Österreich

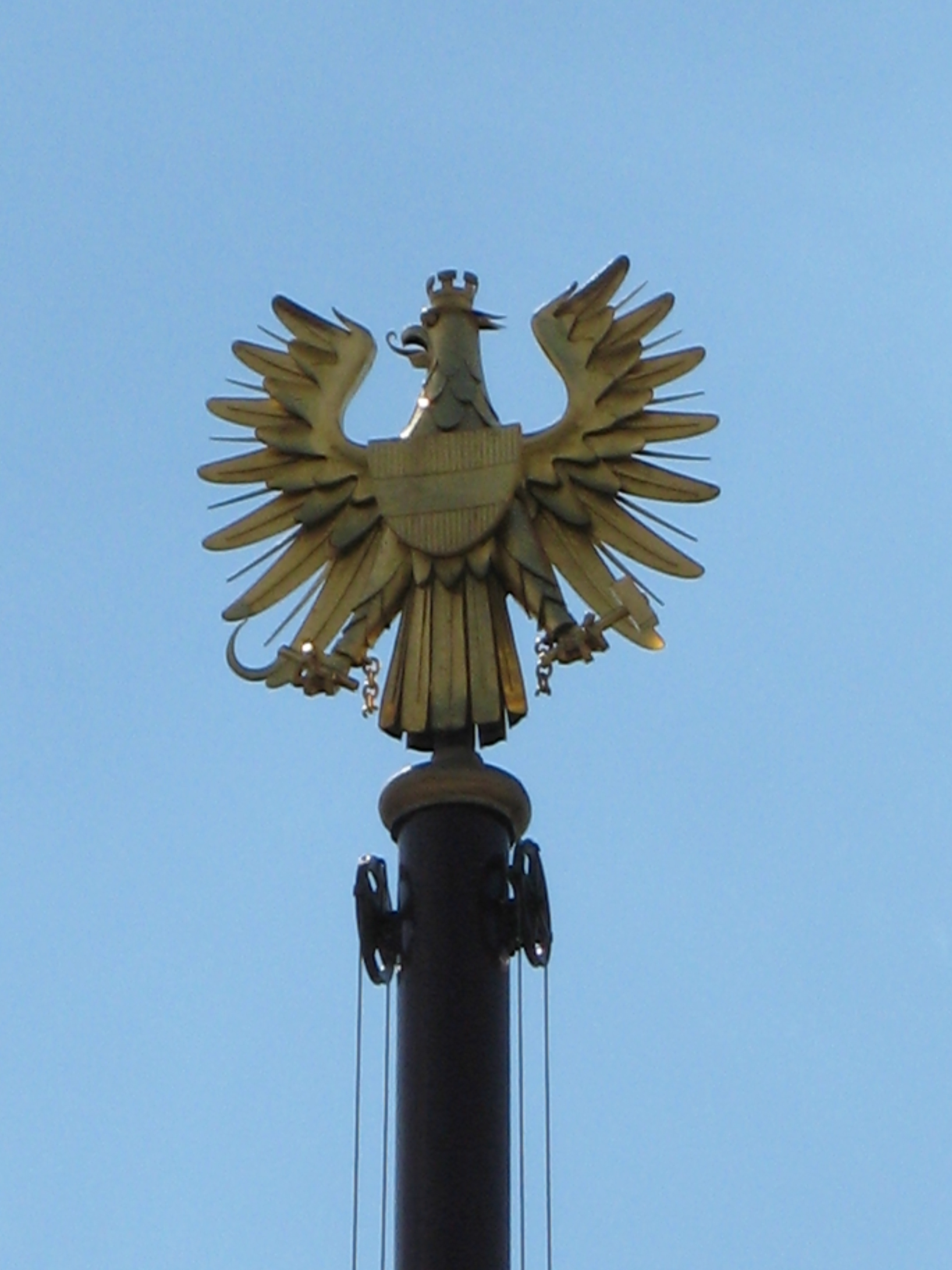
Künstlerisch stilisierte, gänzlich goldfarben ausgeführte Figur des Wappenadlers auf einem Flaggenmast vor dem Parlament

Das Wappen der Republik Österreich (Bundeswappen) ist das staatliche Hoheitszeichen der Republik Österreich. Die Gestaltung des Wappens wird in Art. 8a Abs. 2 Bundes-Verfassungsgesetz und in dem zu seiner Ausführung erlassenen Wappengesetz 1984 geregelt. Eine graphische Darstellung des Wappens ist dem Wappengesetz 1984 als Anlage 1 angeschlossen.
Umgangssprachlich als „Bundesadler“ bezeichnet, findet diese synonyme Bezeichnung vereinzelt auch in neuerer Judikatur Verwendung. Die ursprüngliche Version des damals Staatswappen genannten Wappens wurde nach der Ausrufung der Republik Deutschösterreich (später die erste Republik Österreich) mit dem Gesetz vom 8. Mai 1919 über das Staatswappen und das Staatssiegel der Republik Deutschösterreich (StGBl. 257/1919) eingeführt und besteht aus dem alten österreichischen Wappenadler mit dem auf dessen Brust befindlichen Rot-Weiß-Roten Bindenschild. Im austrofaschistischen Ständestaat zwischen 1934 und 1938 wurde das Staatswappen durch einen Doppeladler als Bundeswappen ersetzt.
Nach dem Zweiten Weltkrieg, mit dem Wiedererstehen der (nunmehr) zweiten Republik Österreich im Jahr 1945, wurde das Staatswappen von 1919 leicht modifiziert – die gesprengten Ketten wurden hinzugefügt – mit einem Wappengesetz wiedereingeführt. Mit einem Bundesverfassungsgesetz vom 1. Juli 1981 (BGBl. Nr. 350/1981), wurden expressis verbis die beiden Wappengesetze von 1919 und 1945 außer Kraft gesetzt und mit Art. 8a B-VG eine Verfassungsbestimmung über die Farben als rot-weiß-rot und die Flagge mit den drei Streifen (Abs. 1) sowie die heraldische Beschreibung des Wappens der Republik Österreich (Abs. 2) hinzugefügt. In Art. 8a Abs. 3 B-VG wurde abschließend festgelegt, dass „nähere Bestimmungen, insbesondere über den Schutz der Farben und des Wappens sowie über das Siegel der Republik“ durch (einfaches) Bundesgesetz getroffen werden. Damit bestand bis zur Erlassung eines solchen Gesetzes „keine gesetzliche Regelung über die äußere Form des Wappens und des Siegels der Republik Österreich“, wie die damalige Regierung in ihrer Regierungsvorlage (Seite 5) für das Bundesgesetz vom 28. März 1984 über das Wappen und andere Hoheitszeichen der Republik Österreich (Wappengesetz) dargelegt hatte. Erst mit dessen Inkraftsetzung (BGBl. Nr. 159/1984) hatte die Republik nach fast drei Jahren Vakuum wieder ein – auch grafisch verlautbartes – Bundeswappen.

## Beschreibung

### Blasonierung
Blasonierung des österreichischen Bundeswappens:

„Das Wappen der Republik Österreich (Bundeswappen) besteht aus einem freischwebenden, einköpfigen, schwarzen, golden gewaffneten und rot bezungten Adler, dessen Brust mit einem roten, von einem silbernen Querbalken durchzogenen Schild belegt ist. Der Adler trägt auf seinem Haupt eine goldene Mauerkrone mit drei sichtbaren Zinnen. Die beiden Fänge umschließt eine gesprengte Eisenkette. Er trägt im rechten Fang eine goldene Sichel mit einwärts gekehrter Schneide, im linken Fang einen goldenen Hammer.“

### Umgesetzte Versionen
Im Umlauf sind mehrere Varianten des Wappens, die im Wesentlichen auf zwei sich widersprechenden Grundannahmen beruhen und die insbesondere auf den Dienstflaggen des Bundes (Bundesflaggen) zu finden sind:
1. Das gesetzlich künstlerisch gestaltete Bundeswappen nach dem Wappengesetz (BGBl. Nr. 159/1984), das in den Anlagen 1[4] und 2[5] seine grafische Umsetzung findet. Darin ist das Gefieder des Adlers detailreich und in grauer Farbe, sind die Fänge und die drei Symbole Sichel, Hammer und Mauerkrone in goldener Farbe sowie der Bindenschild in roter Farbe mit der Binde in silberner Farbe und die gesprengte Kette in blaugrauer Farbe dargestellt.
2. Eine, nach Peter Diem als einzig richtig definierte Version,[6] auf der heraldischen Beschreibung des Art. 8a Abs. 2 Bundes-Verfassungsgesetz beruhende Variante, in welcher der Wappenadler einfärbig schwarz und die Symbole gelb, als das heraldische Gold, sowie der Bindenschild in roter Farbe mit der Binde in weiß, als das heraldische Silber, dargestellt sind. Die gesprengte Kette, deren Farbgebung in der heraldischen Beschreibung nicht vorkommt, findet sich in dieser Variante zumeist in grauer Farbe.

Eine weitere Version ist aus der „Diem-Variante“ abgeleitet, in der das heraldisch schwarze Gefieder des Adlers stark vereinfacht dargestellt ist.

### Symbolik
Die Symbole und Embleme im Wappen der Republik Österreich (Bundeswappen) bedeuten:
- Wappenadler: Souveränität Österreichs (1919 eingeführt); Siehe auch: Adler (Wappentier)
- Bindenschild: Emblem von Österreich (hochmittelalterlich, 1915 wiedereingeführt);
- Stadtmauerkrone: Symbol des Bürgertums (1919 eingeführt);
- Sichel: Symbol des Bauernstands (1919 eingeführt);
- Hammer: Symbol der Arbeiterschaft (1919 eingeführt);
- Gesprengte Eisenkette: Die gesprengte Eisenkette symbolisiert die Wiedererringung der Unabhängigkeit Österreichs und den Wiederaufbau des Staatswesens 1945.

### Deutung

#### Ursprung 1918/1919
Der begründenden Beilage 202 der Konstituierenden Nationalversammlung unter der sozialdemokratisch geführten Staatsregierung Renner II zum Gesetz vom 8. Mai 1919 über das Staatswappen und das Staatssiegel der Republik Deutschösterreich ist zu entnehmen, dass der „neue“ österreichische einköpfige Adler keineswegs „ein monarchisches Zeichen“ sei, den man nur auf das habsburgische, zuvor heilig-römische Wappen beziehen könnte; es sei dies „ein Vorurteil“. Vielmehr sei der Adler als Aquila schon zuvor „das Symbol der Legionen der römischen Republik“ gewesen und fungiere in der Moderne in den Wappen der Vereinigten Staaten von Amerika, Mexikos und Polens.
Im abschließenden Satz wird dem entgegenstehend doch wieder als Rückgriff angemerkt: „Ein gewisser Anklang an die bisherigen staatlichen Wappen ist darum erwünscht.“ Mehrfach ist ausdrücklich betont, dass von den Fachleuten der Heraldik gefordert worden sei, dass die Symbole der drei Stände (Mauerkrone, Sichel und Hammer) „so diskret angebracht“ sein müssten, „daß sie durchaus nicht aufdringlich wirken“:

„Ein Beschluß des Staatsrates hatte ein Emblem in Aussicht genommen, das die drei Hauptstände der Gesellschaft, Bürger, Bauer und Arbeiter, symbolisch darstellt und in der Wahl der Farben schwarz, rot und gold zugleich die nationale Zusammensetzung der Republik Deutschösterreich versinnbildlicht. Auf Grund dieser Anregung hat das früher bestandene Staatssiegelamt eine Konkurrenz veranstaltet, aus der eine lange Reihe von Entwürfen hervorgegangen ist. Die Fachleute der Heraldik bemängelten an den meisten dieser Entwürfe, daß sie zu sehr an die modernen Firmenzeichen, an die geschützten Marken und Muster des Handelsrechts erinnern, und forderten ein Wappen, das sich gerade wegen seines heraldischen Charakters als Staatsemblem von Privatemblemen wirksam unterscheidet. Die Symbolik der Stände müsse in einer diskreteren Form angebracht werden als in den meisten Entwürfen. Auf Grund dieser fachmännischen Erwägungen hat sich die Staatsregierung entschlossen, das vorliegende einfache und ganz den heraldischen Grundsätzen entsprechende Wappen der Konstituierenden Nationalversammlung zur Annahme zu empfehlen.
Als Zeichen der Staatlichkeit überhaupt fungiert der Adler. Die Vereinigten Staaten von Nordamerika, Mexiko und Polen bedienen sich des Adlers. Die Annahme, daß der Adler ein monarchisches Zeichen sei, ist ein Vorurteil. Der Adler war das Symbol der Legionen der römischen Republik. Er versinnbildlicht die Souveränität des Staates. Der einköpfige Adler trägt auf der Brust ein Wappenschild, das rot-weiß-rote Bindenschild ist nicht das Schild des Herrscherhauses, auch nicht das der Babenberger, sondern das Zeichen des Landes Österreich in der Zeit der Babenberger gewesen und war schon vor diesem fürstlichen Geschlechte landesüblich. Die drei Symbole Sichel, Hammer und Mauerkrone werden von dem Adler getragen. Auch diese drei Sinnbilder sind der Heraldik geläufig und so diskret angebracht, daß sie durchaus nicht aufdringlich wirken.
Da das Wappen die Aufgabe hat, Ämter und Anstalten als staatlich zu bezeichnen, kommt viel darauf an, daß die Bevölkerung dieses von allen anderen Abzeichen unterschiedene Abzeichen sofort als staatliches Kennzeichen versteht und achtet.
Ein gewisser Anklang an die bisherigen staatlichen Wappen ist darum erwünscht.“

#### Zeitgenössische Deutungen
Politisch unterschiedliche Deutungen des Bundeswappens haben in der Vergangenheit Diskussionen über das Wappen ausgelöst. Umfragen bestätigen aber, dass die Bekanntheit der eigentlichen Wappensymbolik weit verbreitet ist. Einerseits wird das Republikwappen als neues republikanisches Symbol, andererseits als modifizierte Version des alten habsburgischen Wappens gedeutet. Diese Ausführung wird vielfach als Reminiszenz an den Doppeladler der österreichisch-ungarischen Monarchie der Habsburger gesehen. Nach dieser Annahme weist die Einköpfigkeit des Adlers im Sinne eines Wegfalls des heraldisch linken, „ungarischen“ Kopfes auf das Wegfallen der östlichen Reichsteile hin.
Ein „westwärts“ blickender Kopf findet ebenfalls keine historische Stütze – die Thematik des Ost-West-Konflikts in Europa dürfte 1919 noch keine Rolle gespielt haben. Die österreichischen Bundesländer haben die vorrepublikanische Wappentradition aber beibehalten (die meist ins Hochmittelalter datierenden Wappenbilder, aber auch diverse Beizeichen wie Erzherzogs- und Herzogshüte, ritterliche Helme). Auch das Schwarz des Adlers stand nie zur Diskussion.

#### Vermeintlich kommunistisches Symbol
Vielfach wurde kritisiert, dass die Symbole Hammer und Sichel in den Fängen des Wappenadlers als das kommunistische bzw. marxistisch-leninistische Symbol Hammer und Sichel verstanden werden könnte: Während Hammer und Sichel im kommunistischen Symbol überkreuzt sind, sind im österreichischen Wappen die Symbole Mauerkrone, Sichel und Hammer (sinnbildlich stehend für die Hauptstände der Gesellschaft, Bürger, Bauern und Arbeiter) als Dreiergruppe angeordnet.

## Gesetzlicher Schutz

### Das österreichische Wappengesetz
Das Wappen der Republik Österreich (Bundeswappen) ist, gemeinsam mit den Farben der Republik Österreich, der Flagge der Republik Österreich, der Dienstflagge des Bundes (Bundesdienstflagge) und dem Siegel der Republik Österreich, im einfachgesetzlichen Bundesgesetz vom 28. März 1984 über das Wappen und andere Hoheitszeichen der Republik Österreich (Wappengesetz) festgeschrieben, in dem auch das Verwenden und Führen des Bundeswappens geregelt ist.
Die Ausgestaltung des Bundeswappens (die Blasonierung) ist in Art. 8a Abs. 2 Bundes-Verfassungsgesetz exakt festgelegt und ist als solche unveränderbar. Verschiedene Behörden und Organisationen, die zum Führen des Wappens berechtigt sind, verwenden dennoch entweder vereinfachte, oftmals heraldisch „korrekte“, oder sonst abgewandelte Formen als Piktogramm, meist als Behördenzeichen bezeichnet.
Durch strafrechtliche Bestimmungen sind die Herabwürdigung des Staates und seiner Symbole nach § 248 StGB, zu denen auch das Bundeswappen zählt, unter besondere Strafandrohung gestellt.

### Verwenden und Führen des Bundeswappens
Bei Wappen ist allgemein das Führen im Sinne des Wappenrechts, also die Verwendung als persönliche Insigne, und das reine Darstellen zu unterscheiden. § 7 Wappengesetz besagt:

„Die Verwendung von Abbildungen des Bundeswappens, von Abbildungen der Flagge der Republik Österreich sowie der Flagge selbst ist zulässig, soweit sie nicht geeignet ist, eine öffentliche Berechtigung vorzutäuschen oder das Ansehen der Republik Österreich zu beeinträchtigen.“

Bezüglich des letzteren gelten insbesondere die Bestimmungen des § 248 StGB, Herabwürdigung des Staates und seiner Symbole.
§ 4 Wappengesetz hingegen zählt explizit auf, wer „das Recht zum Führen des Bundeswappens“ hat, wobei das Wappen – im Sinne dieses Gesetzes – „führt, wer es in Ausübung staatlicher Funktionen verwendet“ (Abs. 1). Es sind dies:
1. die höchsten Organe der Republik mit dem Bundespräsidenten, den Präsidenten des Nationalrates und dem Vorsitzenden des Bundesrates, dem Präsidenten und Vizepräsidenten des Rechnungshofes, den Mitgliedern der Bundesregierung und den Staatssekretären sowie den Mitgliedern der Volksanwaltschaft (Abs. 2);
2. die Landeshauptleute als Organe der mittelbaren Bundesverwaltung, die Behörden, Ämter, Anstalten und sonstigen Dienststellen des Bundes, die Österreichischen Bundesforste und das Bundesheer; ebenso umfasst sind die Universitäten und Hochschulen einschließlich ihrer Institute, den Fakultäten, den Abteilungen und den besonderen Universitätseinrichtungen, soweit sie wenigstens beschränkte Rechtspersönlichkeit haben, sowie die Verwaltungen der Staatsmonopole (Abs. 3);
3. die Körperschaften des öffentlichen Rechts, juristische und physische Personen, die durch Bundesgesetz dazu berechtigt sind oder denen dieses Recht durch einen Verwaltungsakt auf Grund bundesgesetzlicher Bestimmungen verliehen wurde (Abs. 4).

„Der Gesetzentwurf geht von der Auffassung aus, daß das Bundeswappen als Staatssymbol nur von Staatsorganen, staatlichen Behörden und Ämtern sowie bestimmten staatlichen Einrichtungen geführt werden soll. Eine Verleihung dieser Berechtigung an andere natürliche oder juristische Personen ist deshalb nicht vorgesehen. Die in anderen Rechtsvorschriften normierten oder auf ihrer Grundlage erteilten Berechtigungen zum Führen des Wappens der Republik Österreich sollen aber dadurch nicht berührt werden.“

Dementsprechend sind neben den oben angeführten zum Führen des Bundeswappens Berechtigen auch einzelne weitere Organisationen, wie das Österreichische Rote Kreuz oder auch die Wiener Sängerknaben sowie einzelne Unternehmen zum Führen des Staatswappens berechtigt. Gemäß § 68 Gewerbeordnung verleiht der Wirtschaftsminister Unternehmen, die sich durch besondere Verdienste um die österreichische Wirtschaft oder eine herausragende Stellung in ihrem Wirtschaftszweig hervorheben, die Erlaubnis, das Wappen gemeinsam mit einem Hinweis auf den Auszeichnungscharakter zu führen (Staatliche Auszeichnung, vulgo Staatswappenträger).
Weiters hat jede österreichische (staatliche) Schule zwar nicht die Erlaubnis, das Wappen im Schullogo zu führen, gemäß § 7 Abs. 2 Pflichtschulerhaltungs-Grundsatzgesetz 1955 (2012) ist in jedem Klassenraum einer Pflichtschule „zumindest“ ein Bundeswappen anzubringen.
Gemäß § 53 und § 54 Kraftfahrgesetz ist geregelt, dass nur bei Kraftwagen, die zur Verwendung für Fahrten bei offiziellen und feierlichen Anlässen bestimmt sind, und nur für Führungsorgane der Bundesebene (Bundespräsident, Bundesrats- und Nationalratsmitglieder usw.) das Wappen geführt werden darf.

### Definition des „Führens des Bundeswappens“
In den Erläuterungen der Regierungsvorlage zum Wappengesetz von 1984 findet sich im besonderen Teil zu § 4 zum Begriff es „Führens“:

„Die Legaldefinition des Begriffes ‚Führen des Bundeswappens‘ erscheint aus dem Grunde der Rechtsklarheit notwendig. Sie lehnt sich an die Auffassung des VwGH in seinem Erkenntnis vom 25. März 1966, Zl. 1368/1965, an. Es ist darunter nur eine spezifische Art der Verwendung bzw. des Gebrauches des Wappens zu verstehen, nämlich eine solche, die auf eine öffentliche Berechtigung hinweist (vgl. auch Holzinger, Kompetenzfragen des Wappenschutzes, ÖJZ 6/1977, S. 143).“

## Geschichte

### Der Bindenschild der Babenberger

Der Bindenschild, Hauswappen Babenbergs, dann Neuösterreich (Darstellung im Privilegium maius von 1512)

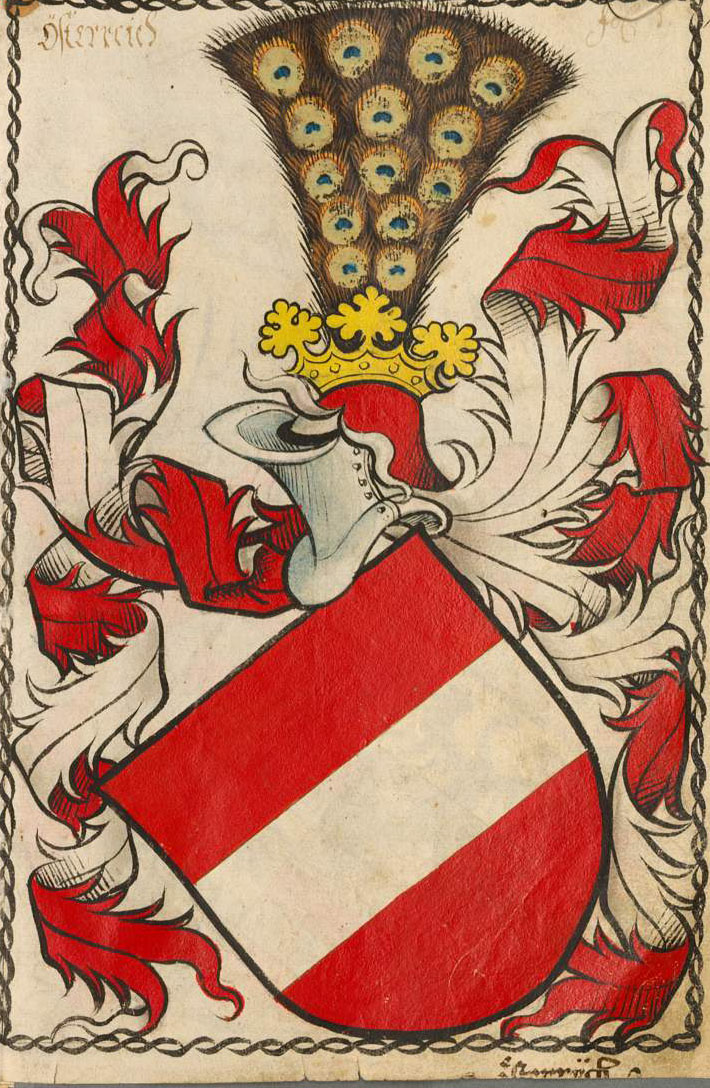
Österreich unter dem Pfauenstoß (Scheiblersches Wappenbuch, älterer Teil, um 1450–1480)

Der Bindenschild, das rot-weiß-rote Wappen der Babenberger, lässt sich ab 1230 sicher nachweisen. Über seine Herkunft gibt es keine Klarheit, es ranken sich einige Legenden um seine Entstehung.
Der Bindenschild war ursprünglich Hauswappen und wurde bald das gemeinsame Wappen für die Besitzungen der Babenberger in der Marcha orientalis, der Mark im Osten Baierns, im Bereich des heutigen Ober- und Niederösterreich. Später fand ein Abtausch mit dem Lerchenwappen mit den fünf Adlern („Lerchen“) statt. Aus unbekannten Gründen wurde dieses Wappen ab dem 15. Jahrhundert als Altösterreich, der rot-weiß-rote Bindenschild dagegen als Neuösterreich bezeichnet. Das Lerchenwappen wurde durch den Bindenschild verdrängt, welcher so zum ersten „Gesamtwappen“ für die habsburgischen Erbländer wurde.

#### Das Hauswappen der Habsburger
Als die Habsburger 1282 Herzöge von Österreich wurden, übernahmen sie auch das rot-weiß-rote Landeswappen, das in den nachfolgenden Jahren immer mehr zum eigentlichen Wappen der Dynastie wurde. Bereits König Friedrich (III.) der Schöne legte 1325 den Bindenschild auf die Brust des Reichsadlers. Das alte Wappen der Grafschaft Habsburg – ein roter, blau gekrönter Löwe auf goldenem Grund (in dieser Form seit 1359) – trat demgegenüber immer mehr in den Hintergrund. In der Folge nannte sich Habsburg auch Haus Österreich. Dies kam vor allem in der spanischen Habsburgerlinie sehr deutlich zum Ausdruck. Die herrschenden Habsburger in Spanien führten nicht den Namen Habsburg, sondern Casa de Austria. Philipp von Habsburg war als spanischer König Felipe de Austria.
Nach der Gründung des Hauses Habsburg-Lothringen 1740 wurde das Hauswappen neugestaltet; der Bindenschild blieb jedoch zentraler Bestandteil. Habsburg wurde nun durch den Habsburgischen Löwen repräsentiert, mittig war der Bindenschild und rechts sind die Lothringischen Adler. Zu lesen ist das Hauswappen so: Haus Österreich (Bindenschild-mittig) Habsburg (Löwe-rechts) Lothringen (Adler-links).
Rot-Weiß-Rot als Farben des Herrscherhauses ließen Babenberger und Habsburger – soweit möglich – in alle Staatssymbole einarbeiten. Maßgebend für die einzelnen Länder unter habsburgischer Herrschaft war Rot-Weiß-Rot als Symbol der herrschenden Oberhoheit. Die Regionalwappen waren aber weiterhin verbindlich; denn sie repräsentierten die Habsburger als jeweilige Landesherren.

### Der Adler
Grundsätzlich stammen alle Adler als Wappentier von den (einköpfigen) Feldzeichen der römischen Legionen ab.
1237 wurde der doppelköpfige Adler in Gold auf Schwarz von Friedrich II. der Stadt Wien, anlässlich der Wahl seines Sohnes Konrad IV. in Wien zum Deutschen König, verliehen.
Der doppelköpfige Adler wurde unter Kaiser Sigismund im Jahre 1433 das Wappentier des römisch-deutschen Königs und Kaisers und damit zum Wappentier des Heiligen Römischen Reiches, dessen Kaiser- und Königswürde bald darauf das Haus Österreich dauerhaft innehatte. Auf den Flügelfedern des davon abgeleiteten Quaternionenadlers sind die Wappen der Glieder des Reiches jeweils in Vierergruppen allegorisch abgebildet (Quaternionen der Reichsverfassung). Es handelt sich um eine Auswahl von Reichsständen.

#### Der Habsburgische Doppeladler
Der letzte römisch-deutsche Kaiser Franz II. entlehnte den Quaternionenadler schließlich als Symbol für seine Erblande. Er verwendete eine modifizierte Version des Quaternionenadlers für das 1804 neu gegründete Kaisertum Österreich. Diesem k.-k. österreichischen Doppeladler ist das Wappen des Hauses Habsburg-Lothringen auf die Brust gelegt, das vom Orden vom Goldenen Vlies, dem Hausorden der Habsburger, umschlossen wird. Die Flügel zieren zehn wichtige Lande. Über dem Wappen schwebt die Rudolfskrone.
Der österreichische Doppeladler wurde auch zum Staatswappen der Realunion Österreich-Ungarn. Er war von 1867 bis 1915 das Hoheitszeichen für gemeinsame (k. u. k.) Institutionen. Die Symbolik des österreichisch-ungarischen Doppeladlers (ähnlich der Symbolik des byzantinischen Reichswappens): Ein Adlerkopf, dem Westen zugewandt, symbolisierte Cisleithanien (österreichischer Reichsteil) und der andere, dem Osten zugewandte Kopf Transleithanien (ungarischer Reichsteil).
Im Jahr 1915 wurde ein neues gemeinsames Wappen eingeführt. Dieses Staatswappen wurde am 10. Oktober 1915 durch ein neues gemeinsames mittleres und ein gemeinsames kleines Wappen ersetzt, welches eine Kombination aus den Wappen der beiden Reichshälften und dem des Herrscherhauses war. Der goldene Schild mit dem Doppeladler symbolisierte nur noch Österreich, während der zweite Schild das ungarische Wappen darstellte. Die beiden Reichshälften stehen unter ihren Kronen, Cisleithanien unter der Rudolfs-, Transleithanien unter der Stephanskrone. Verbunden waren beide Wappen durch das Familienwappen Habsburg-Lothringen. Die Devise INDIVISIBILITER AC INSEPARABILITER („unteilbar und untrennbar“) soll die Verbundenheit der beiden in der Monarchie vereinigten Staaten darstellen.
Der Habsburg-Lothringische Schild auf der Brust des Adlers wurde mit dem rot-weiß-roten Bindenschild der Babenberger vereinfacht.

Quaternionenadler des Heiligen Römischen Reiches (nach einer Darstellung von Hans Burgkmair dem Älteren aus dem Jahre 1510)
Wappen des Kaisertums Österreich 1815–1867, danach kleines gemeinsames Wappen bis 1915
Mittleres gemeinsames Wappen Österreich-Ungarns 1867–1915
Kleines Wappen der im Reichsrat vertretenen Königreiche und Länder (Österreichische Länder, Cisleithanien) 1915–1918

### Das Staatswappen der 1. Republik

Erster Entwurf des republikanischen Wappens von Deutsch-Österreich

Am 31. Oktober 1918 wurden in einer Sitzung des Staatsrates sowohl die Farben der neuen Republik (Rot-Weiß-Rot), als auch das von Staatskanzler Renner persönlich ausgearbeitete neue Staatswappen beschlossen. Das Wappen, das unter Zeitdruck für das Siegel für die Friedensverhandlungen des Ersten Weltkriegs entstand, bestand aus einem Stadtturm (Bürgertum) mit schwarzen Quadern, roten gekreuzten Hämmern (Arbeiterschaft) und einem goldenen Ährenkranz (Bauernstand). Die Farben Schwarz-Rot-Gold wurden bewusst in Anlehnung an die deutschen Farben gewählt, die Symbole stellen die drei Stände dar.
Dieser Wappenentwurf wurde, da er massiver Kritik und großen Protesten beispielsweise von Adolf Loos und von Heraldikern ausgesetzt war, zurückgenommen; so sei „diese Konstruktion […] jedoch einem Firmenlogo ähnlicher [gewesen] als einem staatlichen Enblem.“ Die wöchentlich erscheinende Satirezeitschrift Kikeriki! widmete in ihrer Ausgabe 45/1918 unter dem Titel Deutschösterreichs Wappen dem Entwurf ein vier Strophen umfassendes Spottgedicht.
Mit Ministerratsbeschluss vom 8. Mai 1919 wurde das Turm-Wappen durch das Wappen mit dem einköpfigen Adler ersetzt, und mit dem Gesetz über das Staatswappen und das Staatssiegel der Republik Deutschösterreich (StGBl. 257/1919) eingeführt. Mit der Anlage zu Artikel 1., Absatz 2, des Gesetzes vom 8. Mai 1919 über das Staatswappen und das Staatssiegel der Republik Deutschösterreich (StGBl. 264/1919) wurde das von dem Wappenmaler Ernst Krahl entworfene Staatswappen dem Gesetz entsprechend nachgereicht und verlautbart.

### Das Staatswappen des Bundesstaates Österreich (Ständestaat)

Staatswappen Österreichs (Ständestaat) von 1934 bis 1938

„Staatssekretär Karwinsky, der im Bundeskanzleramt für die Entwürfe der Staatssymbole zuständig war, beauftragte am 24. März 1934 den Wappenmaler Carl Ernst Krahl, dessen Vater Ernst Krahl schon das Staatswappen 1918/19 künstlerisch gestaltet hatte.“

Nach der Ausschaltung des Parlaments und des Verfassungsgerichtshofes durch die Regierung Dollfuß wurde die Republik 1934 durch den austrofaschistischen „Bundesstaat Österreich“ abgelöst.
Nach dem Verbot oppositioneller Aktivitäten außerhalb der Vaterländischen Front (inklusive aller Parteisymbole, Fahnen, Wimpel) wollte man aus dem Wappen alles entfernen, was auch nur entfernt an Kommunismus und Sozialismus erinnerte. Schon im Artikel 3 der ständischen Verfassung, kundgemacht in der Verordnung der Bundesregierung vom 24. April 1934 über die Verfassung des Bundesstaates Österreich (BGBl. 239/1934) und bestimmt und durch die Kundmachung der Bundesregierung vom 2. Juli 1934, betreffend die bildliche Darstellung des Staatswappens Österreichs (BGBl. II 108/1934), wurde die bildliche Darstellung des Staatswappens Österreichs veröffentlicht.
Am 3. Juli 1934 wurde das Wappen in der Wiener Zeitung in dem Artikel „Das neue Staatswappen.“ samt der Beschreibung laut Artikel 3 Absatz 1 der neuen Verfassung abgedruckt: „Das Staatswappen besteht aus einem freischwebenden, doppelköpfigen, schwarzen, golden nimbierten und ebenso gewaffneten, rotbezungten Adler, dessen Brust mit einem roten, von einem silbernen Querbalken durchzogenen Schild belegt ist.“ In der Symbolik nahm man eine „Rückbesinnung“ auf die Zeit des Heiligen Römischen Reiches vor; deshalb wurde auch der Doppeladler aus der Zeit des Reiches eingeführt und zu diesem Zweck abgeändert. Auch in einer offiziellen Staatsbürgerkunde wurde die Bedeutung des neuen Wappens mittels Anmerkung wie folgt erläutert: „Dieser Doppeladler ist der alte Reichsadler, der seit Jahrhunderten das Wappentier Österreichs war. Das Bindenschild der Babenberger „rot-weiß-rot“ auf der Brust des Doppeladlers kennzeichnet unsere Ostmarkmission.“ Diese Erklärung, ebenso wie die Beschreibung in der Wiener Zeitung, verdeutlicht auch die Ideologie des Regimes, sich als das „bessere Deutschland“ darzustellen, die sich durch die Rückbesinnung auf das Reichswappen auch im Wappen widerspiegelten.
Der nimbierte Doppeladler des Ständestaates weist auch gewisse Parallelen zum Wappen der Bundeshauptstadt auf. Wien hatte sein Wappen 1925 modifiziert. Man hatte die kaiserlichen Symbole entfernt und den Doppeladler zum einfachen nach Westen blickenden Adler gemacht. Ansonsten war das neue Wiener Wappen gleich dem alten. Auch das alte rot-weiß-rote Kreuzfahrerschild hatte man belassen. Dieses Schild ist heute das Hauptwappen Wiens (der Adler wird nur mehr selten verwendet).
Mit dieser Wappenänderung entfernte der austrofaschistische Ständestaat auch jene Elemente des Staatswappens, die das ständische Zusammenwirken von Arbeitern (Hammer), Bauern (Sichel) und Bürgern (Mauerkrone) symbolisieren sollten.
Daneben wurde als eine Art „Ergänzungs-Wappen“, das Kruckenkreuz, das schon seit den 1920er Jahren als halbstaatliches Symbol – etwa auf Groschenmünzen – rangierte, beibehalten und seine Verwendung ausgeweitet. Es wurde als offizielles Symbol behandelt, war aber nie Teil des Bundeswappens.
Nach dem „Anschluss Österreichs“ wurde das Führen aller nationalen Insignien verboten.

### Das Wappen der 2. Republik
Die Provisorische Staatsregierung Österreichs, wieder unter Karl Renner, beschloss unmittelbar nach der Befreiung, noch vor dem Ende des 3. Reichs, das Wappen der 1. Republik wieder einzuführen.
Mit dem Gesetz vom 1. Mai 1945 über Wappen, Farben, Siegel und Embleme der Republik (Wappengesetz), StGBl. Nr. 7/1945, in Kraft getreten am 1. Mai 1945, wurde das Wappen zur Erinnerung an die Wiedererringung der Unabhängigkeit Österreichs und den Wiederaufbau des Staatswesens im Jahre 1945 dadurch ergänzt, dass eine gesprengte Eisenkette die beiden Fänge des Adlers umschließt (§ 1 Wappengesetz 1945). Dass die drei Embleme Hammer, Sichel und Mauerkrone die „Zusammenarbeit der wichtigsten werktätigen Schichten“ Arbeiterschaft, Bauernschaft und Bürgertum versinnbildlichen, ist eine Legalinterpretation (ebenfalls nach § 1 Wappengesetz 1945). Dabei wurde übersehen, dass sich das Wappen der Ersten Republik im Verfassungsrang befunden hatte. Da die Verfassung von 1920 im Jahr 1945 wiederhergestellt worden war und das neue, modifizierte Wappen nur mit einem einfachen Gesetz beschlossen wurde, verfügte Österreich in den darauffolgenden Jahrzehnten über ein Wappen, das nach Peter Diem formal verfassungswidrig war.
Die Wappenzeichnung selbst wurde am 20. Juni 1945 mit der Anlage zu Artikel 1, Abs. (2), des Gesetzes vom 1. Mai 1945, St. G. Bl. Nr. 7, über Wappen, Farben, Siegel und Enbleme der Republik Österreich (Wappengesetz), StGBl. Nr. 22/1945, nachgereicht. Das Wappen erscheint im Dezember 1946 in einer der ersten „offiziellen“ Publikationen der sich konstituierenden österreichischen Nachkriegsordnung am Deckblatt des Rot-Weiß-Rot-Buchs, einer Art von Positionspapier der Sicht auf die Zeit des „Anschlusses“ (Untertitel: Darstellungen, Dokumente und Nachweise zur Vorgeschichte und Geschichte der Okkupation Österreichs (nach amtlichen Quellen).)
Mit der Verfassungsreform vom 1. Juli 1981 wurde das Staatswappen formell in den Text des Bundes-Verfassungsgesetzes aufgenommen (Art. 8a Abs. 2 B-VG). Am 28. März 1984 wurde schließlich das Bundesgesetz über das Wappen und andere Hoheitszeichen der Republik Österreich (Wappengesetz) beschlossen, das eine aufwändige Farbabbildung des Wappens umfasst. Im Unterschied zum Gesetz von 1945, das eine einfache schwarz-weiße Darstellung des Bundesadlers enthielt, ist das nun sehr detailliert ausgeführte Wappen nur bedingt reproduzierbar (Siebdruck). Dies führte zu dem weltweit einmaligen Fall, dass in Österreich nun zwei Wappen bzw. zwei Bundesdienstflaggen in Gebrauch sind: eine „künstlerisch-graue“ und eine „heraldisch-schwarze“.